# 熱列津區
53°33′N 75°21′E / 53.550°N 75.350°E

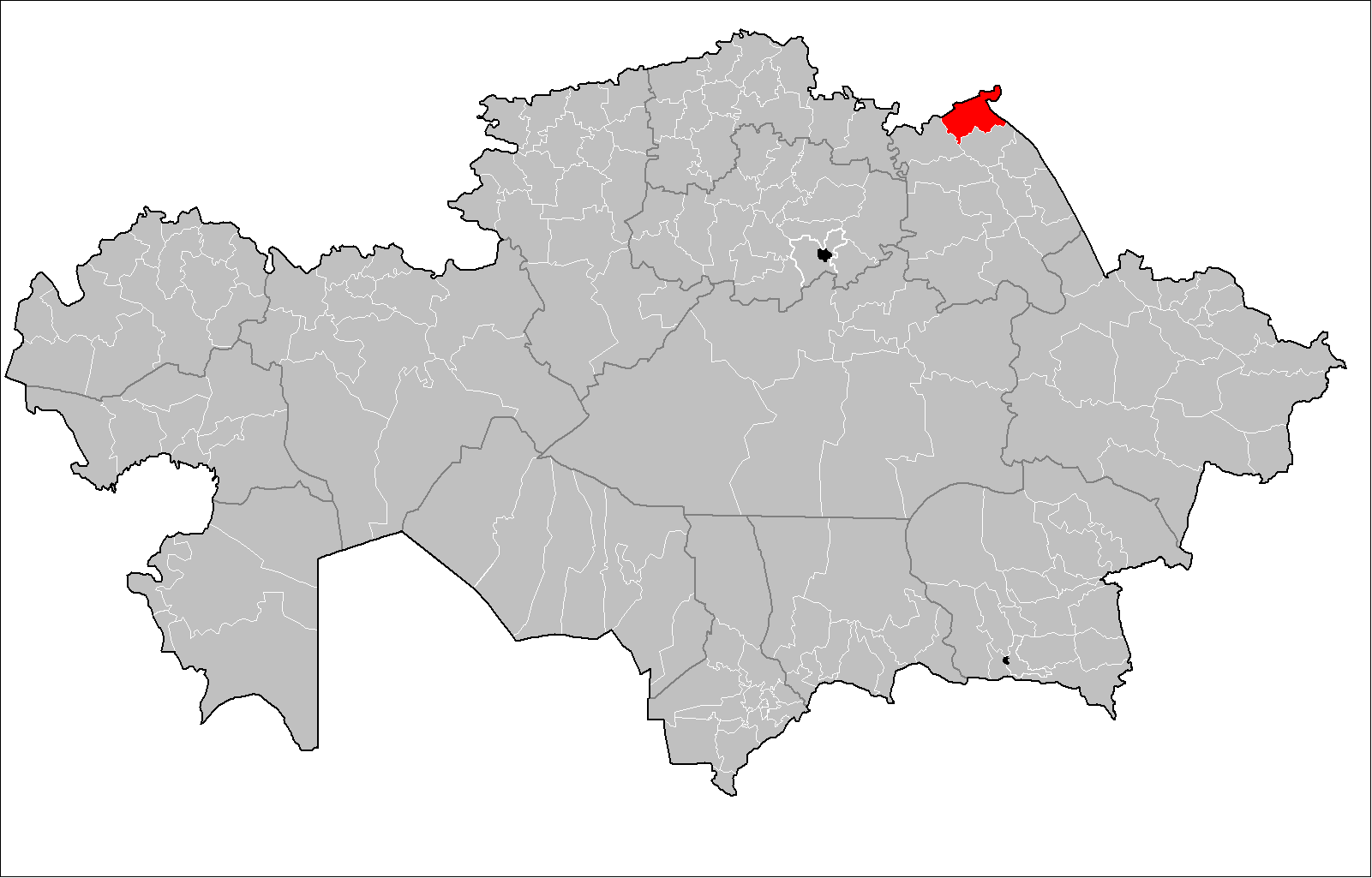

熱列津區是哈薩克斯坦的行政區，位於該國東北部，由巴甫洛達爾州負責管轄，首府設於熱列津卡，始建於1938年，面積7,700平方公里，2010年人口19,389。